# Памятник (песня Высоцкого)
«Памятник» («Я при жизни был рослым и стройным…») — авторская песня Владимира Высоцкого, написанная в 1973 году. В песне описывается история лирического героя, из которого сделали памятник и который, не пожелав смириться с этой ролью, шагнул с постамента.

## Сюжет
Я при жизни был рослым и стройным, 

Не боялся ни слова, ни пули

И в привычные рамки не лез, — 

Но с тех пор, как считаюсь покойным,

Охромили меня и согнули,

К пьедесталу прибив ахиллес.
Лирический герой рассказывает, как «при жизни» ничего не боялся и не укладывался «в привычные рамки», но после смерти его «подвергли суженью», «охромили» и «согнули», вознеся на пьедестал и заретушировав те черты, которыми он раньше отличался от окружающих. Превращение в памятник начинается немедленно после кончины, со снятием посмертной маски, от которой «могильною скукой сквозило», и прихода гробовщика с меркой.
Открытие памятника, установленного на годовщину смерти при большом скоплении народа, сопровождается «бодрым пеньем» покойного с магнитофона через динамики, причём его «отчаяньем сорванный голос» отредактирован до «приятного фальцета». Из стали и камня памятника герою никак не освободиться, и он мысленно бросает поклонникам:
Неужели такой я вам нужен
После смерти?!
Герою вспоминается ожившая статуя Командора, и он решает, последовав его примеру, «пройтись» в облике памятника. Ему наконец удаётся вырвать ногу из постамента, памятник наклоняется и падает, разгоняя толпу. Это падение сопровождается осознанием: «Похоже — живой!»
В последних строках текста, не всегда включаемых в сборники произведений Высоцкого, автор с удовлетворением отмечает, что с падением к нему возвращается неповторимый облик и что он «ушёл всенародно — из гранита!»

## История исполнения и публикации
В собраниях сочинений песня датируется 1973 годом (Владимир Новиков относит её к числу «последних песен», написанных именно в это время и рассматриваемых им в биографии Высоцкого как попытка суммировать жизненный и творческий опыт автора). Известно около 20 фонограмм с исполнением «Памятника», датируемых периодом с мая 1973 по март 1978 года. В примечаниях к «Собранию сочинений в четырёх томах» особо отмечается, что иногда автор исполнял «Памятник» не как песню, а как стихотворение — без аккомпанемента и мелодии. Сам Высоцкий в 1978 году говорил: «Я её сначала было сделал песней, а потом перестал петь и оставил её в виде стихов».
Песня была включена во 2-ю серию вышедшей во Франции в 1977 году антологии «Песни русских бардов» (кассета 3 магнитосборника, в сборнике текстов — под названием «Я при жизни был рослым и стройным…»). В СССР текст «Памятника» был официально опубликован только в 1986 году — в № 9 журнала «Аврора», а затем в первом выпуске журнала «Химия и жизнь» за 1988 год — в подборке, озаглавленной цитатой из этой песни «С намагниченных лент…»
В двойном альбоме фирмы «Мелодия» «…Хоть немного ещё постою на краю…», выпущенном в 1987 году, текст «Памятника» в исполнении Леонида Филатова завершал второй диск. В серии «На концертах Владимира Высоцкого», тоже выпускавшейся фирмой «Мелодия», песня «Памятник» вошла в диск № 12 «Затяжной прыжок» (в записи 1976 года из коллекции М. Крыжановского) и в диск № 20 «Мой Гамлет» (запись за май 1973 года). Эти альбомы увидели свет соответственно в 1990 и 1991 годах. Во Франции фирмой Chant du Monde выпущен компакт-диск Le Monument («Памятник»). На болгарский язык стихотворение переводилось неоднократно — среди переводчиков Живка Иванова, Венета Мандева, Васил Сотиров.

## Литературные предшественники и аллюзии
Литературовед В. А. Зайцев возводит истоки стихотворения «Памятник» Высоцкого к литературной традиции, берущей своё начало с оды Горация «К Мельпомене» («Exegi monumentum aere perennius…») и с ещё более древнего египетского стихотворения «Прославление писцов». Тема литературного наследия как памятника автору в русской литературе развивалась «по Горацию»: так, уже в 1747 году появился написанный белым стихом «Памятник» Ломоносова. Широко известны стали «Памятник» («К Музе») Державина, созданный в 1795 году, и одноимённое стихотворение Пушкина, датированное 1836 годом. Развитием темы «Памятника» исследователи считают стихотворения Баратынского «Мой дар убог и голос мой не громок…» (1828) и «Муза» (1829), своеобразной полемикой с классиками стало «Non exegi monumentum» поэта-декабриста Г. С. Батенькова (1856). В начале XX века тему развивал Брюсов, у которого в 1912 году появились сразу два стихотворения «Памятник» — почти дословный перевод Горация («Вековечней воздвиг меди я памятник…») и ритмико-интонационное развитие пушкинского стихотворения (с эпиграфом «Sume superbiam…» — «Преисполнись гордости…»). В дальнейшем образ «живого» (или ожившего) памятника и, как правило, название «Памятник» фигурировали в творчестве Ярослава Смелякова, Бориса Слуцкого, Андрея Вознесенского. Юрий Шатин так пишет об этой русской литературной традиции и месте в ней песни Высоцкого: 
Начавшись с почти дословного перевода Ломоносова, она по мере своего развития всё более отделялась от латинского подлинника: Державин, Пушкин, Брюсов («Мой памятник стоит, из строф беззвучных сложен...») — последовательные звенья такого удаления. «Памятник» Высоцкого — последняя известная нам точка, за которой, как за горизонтом, текст, видимо, уже не будет восприниматься как потомок своего античного прародителя.

«Памятник» Высоцкого исследователи могут также рассматривать в рамках темы «спора с классикой», наиболее заметное место в которой занимает Маяковский. Так, в стихотворении 1924 года «Юбилейное» Маяковский оспаривает традиционный взгляд на поэзию как «памятник» её авторам, говоря о её непосредственном участии в современной жизни. Автор «Юбилейного» свёл с пьедестала Пушкина, отправившись с ним на прогулку, а под собственный памятник грозил заложить динамит (строки «Мне бы памятник при жизни полагается по чину. // Заложил бы динамиту — ну-ка, дрызнь!» сам Высоцкий произносил со сцены в спектакле Театра на Таганке «Послушайте!»). Критическое осмысление темы памятника поэтам проступает и в поэме 1930 года «Во весь голос», в которой Маяковский мечтает поговорить с потомками, «как живой с живыми»: 
Мне наплевать
                            на бронзы многопудье,
мне наплевать
                            на мраморную слизь.
Сочтемся славою —
                                     ведь мы свои же люди, —
пускай нам
                    общим памятником будет
построенный
                         в боях
                                     социализм.

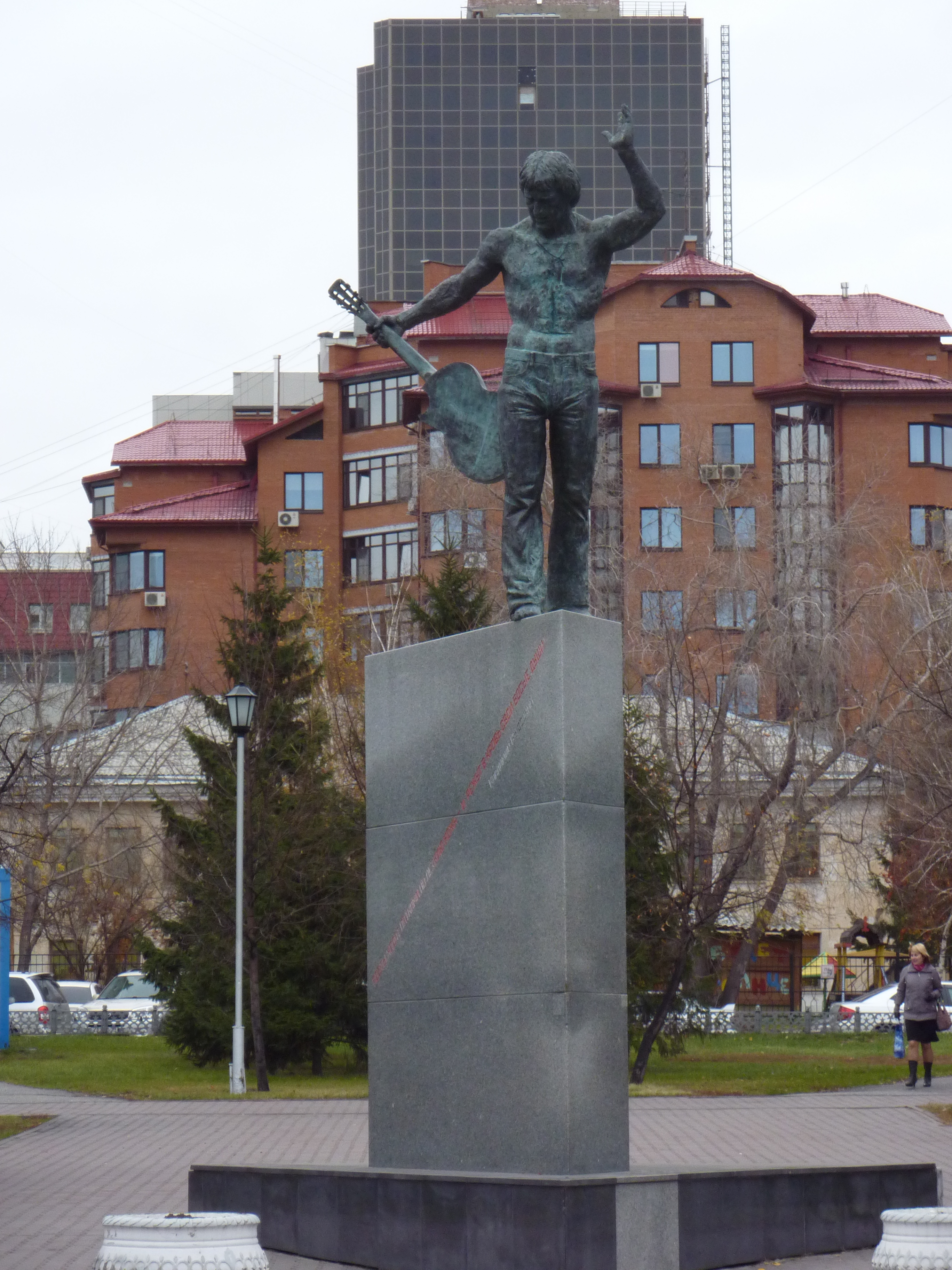
Памятник Высоцкому, Новосибирск

Владимир Новиков, обращая внимание на сходство идей Маяковского и Высоцкого, однако, пишет о том, что у Высоцкого тема более универсальна. Маяковский «слишком уж … на „я“ нажимает», тогда как у Высоцкого лирический герой — это вообще любой поэт, и его внешний облик («Я при жизни был рослым и стройным») совершенно не обязательно совпадает с реальной внешностью самого автора. Кроме того, литературоведы отмечают, что в тексте Высоцкого памятник фигурирует уже не просто как ненужная деталь, но как нечто противоестественное, умерщвляющее само по себе. Юрий Шатин пишет, что памятник, в «мифологическом искусстве» символизирующий воскрешение, у Высоцкого «ассоциируется с омертвлением некогда живой формы», он «рамочен», сужая безграничность личности, а лицемерная суета вокруг его открытия — безжизненна. У Новикова памятник — футляр, который надевают на живого человека, «это всегда искажённая копия, это тюрьма для живой души». Параллель между памятником и душной и тесной тюремной камерой проводит и болгарская исследовательница Ирина Захариева.
В тексте Высоцкого усматривается и прямая отсылка к Маяковскому: если у последнего Ленин «живее всех живых», то Высоцкий пишет «И считал я, что мне не грозило // Оказаться всех мёртвых мертвей…». В то же время центральный образ завершающей части текста — образ сошедшей с постамента статуи Командора — отсылает уже к творчеству автора самого знаменитого русского «Памятника» — к «Каменному гостю» Пушкина. A. Крылов и А. Кулагин находят ещё одну реминисценцию в тексте: слова «Подходившие с меркой обычной — отступались» перекликаются с отзывом о Маяковском в поэме Евгения Евтушенко «Братская ГЭС».
Ещё один смысловой пласт в «Памятнике», по мнению Анатолия Кулагина, связывает этот текст с шекспировским «Гамлетом». Стихотворение было написано в начале 1973 года, когда в творчестве Высоцкого были особенно сильны философские «гамлетовские» мотивы, и в эпизоде со снятием посмертной маски, стирающей индивидуальность и заменяющей её «могильною скукой» беззубой улыбки, Кулагин усматривает параллель со сценой с черепом Йорика: «Где теперь твои каламбуры, твои смешные выходки, твои куплеты? <…> Ничего в запасе, чтобы позубоскалить над собственной беззубостью?». Важную роль в стихотворении, по мнению литературоведа, играет мотив кардинального расхождения между самоощущением героя и тем, как он выглядит в глазах окружающих. Эта же тема звучит в ещё одном стихотворении Высоцкого того же периода — «Мой Гамлет», но в «Памятнике» она ещё и усилена остротой посмертного восприятия.

## Комментарии
1. ↑  Филолог Мария Раевская замечает одну общую ошибку в болгарских переводах: в каждом из них героя зовут Ахилл, что, по-видимому, восходит к ранним изданиям произведения на русском языке, где строчка «К пьедесталу прибив ахиллес» воспроизводилась как «К пьедесталу прибив: „Ахиллес“»[11]
2. ↑  Анатолий Кулагин указывает, что образ сходящей с места статуи в том же году, что и в «Памятнике», появился у Высоцкого в ещё одном произведении — стихотворении «В стране с таким народонаселеньем…», где из СССР сбегает монумент «Рабочий и колхозница». Кулагин, однако, связывает этот мотив не столько с «Каменным гостем», сколько с поэмой «Медный всадник»[18].